# Усть-Черновское сельское поселение
Усть-Черновское сельское поселение — упразднённое муниципальное образование в Гайнском районе Пермского края России.
Административный центр — посёлок Усть-Чёрная.

## История
Образовано в 2004 году. Упразднено в 2019 году в связи с преобразованием муниципального района в единый муниципальный округ.

## Население
| 2010  | 2012  | 2013  | 2014  | 2015  | 2016  | 2017  |
| ----- | ----- | ----- | ----- | ----- | ----- | ----- |
| 1646  | ↘1593 | ↘1552 | ↘1541 | ↘1529 | ↘1516 | ↘1459 |
| 2018  | 2019  |       |       |       |       |       |
| ↘1426 | ↘1378 |       |       |       |       |       |

По данным Всероссийской переписи населения 2010 года в Усть-Черновском сельском поселении проживало 1646 человек.

## Населённые пункты
В состав поселения входили 2 населённых пункта:
| № | Населённый пункт | Тип     | Население |
| - | ---------------- | ------- | --------- |
| 1 | Керос            | посёлок | 568       |
| 2 | Усть-Чёрная      | посёлок | ↘1022     |